# Обични врабац
Врабац покућар, врабац обични, само врабац, домаћи врабац или џивџан (лат. Passer domesticus), је припадник породице врабаца (Passeridae). Насељава већину простора Европе и Азије. Данас је то најраспрострањенија птица на планети.
Човек их је намерно или ненамерно увео у подсахарску Африку, у већи део обе Америке, на Нови Зеланд и у Аустралију. У Америци га називају енглеским врапцем како би га разликовали од аутохтоног америчког врапца. У градове Сједињених Држава су европски врапци масовно доношени између 1850. и 1875. године како би смањили број штеточина. Грешка је касно увиђена, а врапци су се већ одомаћили. До 1883. године су их сматрали за штеточину, а њихово увођење као катастрофу.

## Опис и исхрана
Домаћи врабац је мала птица дужине од 14 до 16 центиметара. Мужјак има сиву круну, образе и стомак, док су врат и кљун црне боје. На лето, кљун је плаво-црн, а ноге су браон боје. У зиму, перје је бледе и суморне боје, док је кљун жућкасто-браон. Женка нема црну боју на врату, кљуну и глави, нити сиву круну. Млади врапци имају тамније браон паперје и перје, а кљун је светложут.
Млади врапци се хране ларвама инсеката, углавном ларвама штеточина. Одрасли, између осталог, једу семење и зрневље, а понекад лове и лептире. У пролеће, врапце привлачи цвеће, поготово жуте боје, којим се такође хране (шафран, јагорчевина).

## Гнежђење
Врапци се гнезде на различитим местима: испод стрехе, у рупама и шупљинама зграда, на пузавици и бршљану око кућа, на морским гребенима и у жбуњу. Гнездо смештено у бршљану или у рупи често је неуредно, изграђено од сламки и остатака смећа и напуњено перјем. Пространа и добро изграђена гнезда су она на дрвећу и у грмљу, највише у сеоским крајевима.
Домаћи врапци су веома агресивни око отимања места где ће се гнездити и често насилно уништавају гнезда претходних станара, а понекад директно граде сопствено гнезда на постојеће, у којем се налазе живи птићи. Ласте и птице из рода плаве птице (лат. Sialia) су посебно осетљиве на овакво понашање.
Пет до шест прашњавих јаја, ишараних црно-сивим пегама на крем белој подлози су типичан опис јаја која легу врапци. Варирају у величини и облику, као и у шарама. Домаћи врабац има најкраћи инкубациони период од свих птица — 10 до 12 дана. У Новој Енглеској, у САД, женка у току лета може да излеже и до 25 јаја.

## Домаћи врапци у свету

### Домаћи врапци у Европи
У великим деловима Европе популације домаћих врабаца опада. У Холандији, врапци се чак сматрају за угрожену врсту птица, а од 1980-их година њихов број је преполовљен. Али, после коса, то је ипак друга најчешћа птица тамо. Тренутно се број процењује на пола до милион парова. Слична је ситуација и у Уједињеном Краљевству где је 64 % укупне популације нестало у последњих 25 година.
Укупна бројност популације у Европи, на основу података IUCN Црвене листе, износи између 130 и 270 милиона јединки.
Постоји неколико разлога због чега се смањује број ових птица. Један од изненађујућих је и увођење безоловног горива, које при сагоревању ослобађа високо отровна једињења, као што је метил нитрит.

### Домаћи врапци у Аустралији
Домаћи врапци су донесени у Аустралију између 1863. и 1870. године. Првобитно су пуштени у држави Викторија, а потом и у остале градове, укључујући Сиднеј, Бризбејн и Хобарт на Тасманији. Убрзо су постали штеточина у целој источној Аустралији, али се њихова инвазија спречила у Западној Аустралији, где се сваки примерак уништио.

### Домаћи врапци у Северној Америци
Иако постоје подаци о опадању бројности популације, домаћи врапци су и даље једна од најчешћих птица које насељавају Северну Америку. Популација се процењује на приближно 150 милиона.
У САД и Канади домаћи врабац је једна од три врста птица које нису законом заштићене. Друге две врсте птица су европски чворак и домаћи голуб. Све три врсте су уведене и сада су најраспрострањеније. Врапци, као и чворци, убијају одрасле плаве птице и њихове младе, како би заузели своје подручје за гнежђење.

## Галерија слика
- Младунче домаћег врапца
- Женка домаћег врапца
- Маркица Фарских Острва из 1999. године са паром врабаца
- Домаћи врабац
- Домаћи врабац
- Јаја домаћег врапца
- Врапци у парку Чаир у Нишу